# Sorgenti termali di Ma'in

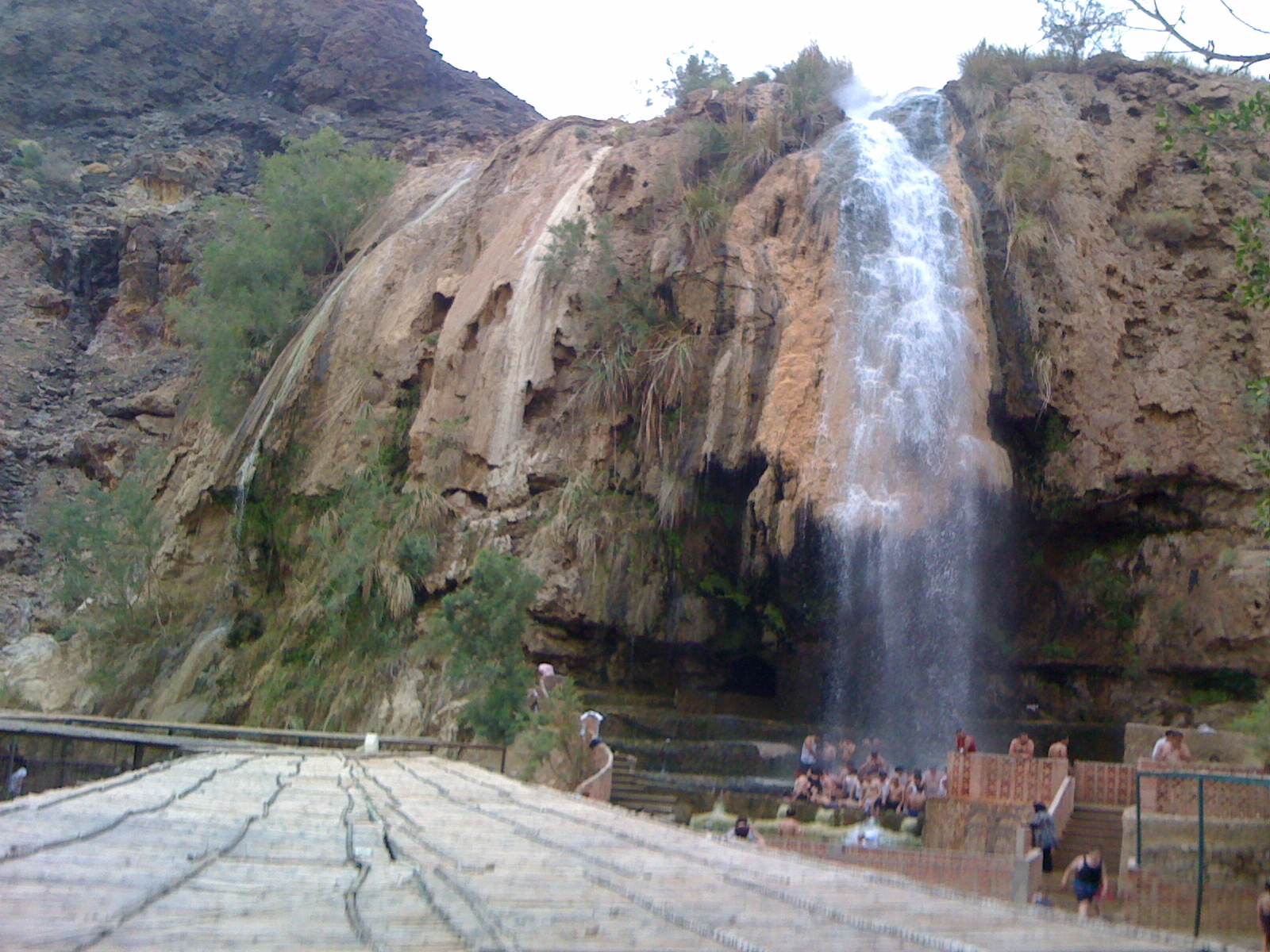
La cascata principale

Le Sorgenti termali di Ma'in (in arabo حمامات معين‎?, hammamat ma'in) sono una serie di sorgenti minerali calde e cascate situate tra Madaba e il Mar Morto nel Governatorato di Madaba, in Giordania.

## Geografia
Le sorgenti termali di Ma'in si trovano a 58 km a sud di Amman nel Governatorato di Madaba e distano 27 km da Madaba. Si trovano a 120 metri sotto il livello del mare. La regione di Ma'in contiene un totale di 63 sorgenti a temperature diverse ma con una composizione chimica simile, contenente elementi importanti come sodio, calcio, cloruri, radon, idrogeno solforato e anidride carbonica. Le temperature in alcune sorgenti raggiungono i 63 gradi Celsius.

## L'attrazione turistica

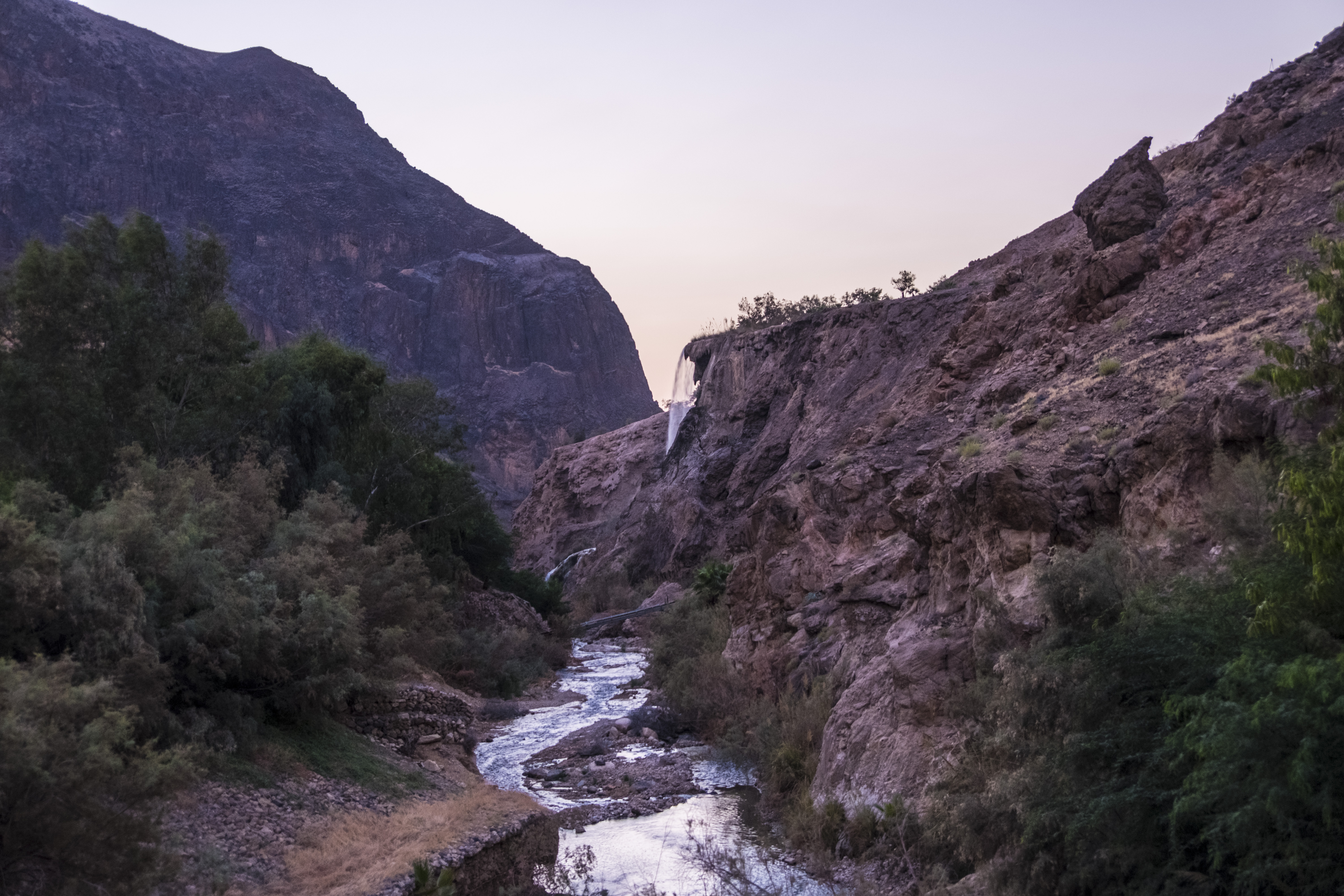
La cascata nei pressi del resort

Il resort a cinque stelle Maein Spa ha una capacità di 97 camere d'albergo e tre sale riunioni, insieme a piscine naturali, saune, una piscina pubblica e ristoranti con vista sulle montagne. All'interno del resort è presente un centro integrato per cure sanitarie specializzato in salute e massaggi terapeutici con la presenza di specialisti che sovrintendono alla gestione di questo centro.

## Lo sviluppo di Ma'in
Le sorgenti termali sono riscaldate dall'acqua calda che proviene dalla cima della montagna basaltica e sono costellate di cascate, dipingendo un quadro panoramico della natura e di profondità del patrimonio religioso e storico. Le sorgenti termali sono accessibili tramite diversi percorsi. Le cascate di Ma'in scendono dalla cima delle montagne e formano affascinanti cascate, completando le acque che attraversano l'area protetta di Mujib verso il Mar Morto attraverso le montagne Ma'in, che si estendono presso le sorgenti. Le sorgenti calde di Ma'in sono una stazione importante sulla mappa del turismo terapeutico che prospera soprattutto in inverno a causa del clima caldo della regione.

## Il turismo medico
I turisti frequentano le sorgenti calde alla ricerca di cure per disturbi fisici cronici come malattie della pelle e circolatorie e dolori ossei, articolari, alla schiena e muscolari. L'acqua nelle sorgenti contiene elementi con proprietà curative. Il trattamento con acqua calda è utile anche in caso di reumatismi cronici, spasmi muscolari, mal di schiena, vasi sanguigni, vene varicose, malattie della pelle e attivazione generale del corpo da un esaurimento nervoso e psicologico, della secrezione endocrina e della sinusite cronica. Oltre ad immergere il corpo nelle sorgenti, sono disponibili anche doccia, bagnoschiuma, vasca idromassaggio o letto ad acqua, pediluvi e trattamenti a vapore. Il trattamento a vapore aiuta a curare le malattie respiratorie croniche soprattutto tra i fumatori.